# Torpeda Typ 7
Torpeda Typ 7 (Kurai No. 7) – japońska, eksperymentalna, beznapędowa torpeda lotnicza z okresu II wojny światowej, przeznaczona do zwalczania okrętów podwodnych (ZOP), wersja rozwojowa torpedy lotniczej Typ 6.

## Historia
Torpeda powstała jako wersja rozwojowa wcześniejszej, nieudanej torpedy lotniczej Typ 6.  W odróżnieniu od poprzedniczki, nr 7 miała metalowy kadłub, a jedynymi drewnianymi częściami były jej skrzydła rozciągające się na całej długości kadłuba. Miały one wznios wynoszący 15°, zwiększono także kąt ustawienia nieruchomego steru do ośmiu stopni.
W styczniu 1945 przeprowadzono jedenaście testów ze zrzucaniem torpedy z samolotu przy szybkości około 370 km/h i z wysokości około 300 metrów.  Testy wykazały, że torpeda w locie jest niestatyczna poprzecznie i ma bardzo niestabilny tor lotu.  Nie przeprowadzono testów podwodnych.  Po niepowodzeniu programu testowego zaprzestano dalszych badań rozwojowych nad beznapędowymi torpedami ZOP.